# Nova Aurora (Goiás)
| Nova Aurora                      | Nova Aurora                                 |
| -------------------------------- | ------------------------------------------- |
|                                  |                                             |
| Wappen                           | Flagge                                      |
| Wappen von Nova Aurora unbekannt | Flagge von Nova Aurora                      |
| Karten                           |                                             |
|                                  |                                             |
| Basisdaten                       |                                             |
| Staat:                           | Brasilien (BRA)                             |
| Verwaltungsgliederung:           | Mittelwesten                                |
| Bundesstaat:                     | Goiás (GO)                                  |
| Mesoregion:                      | Süd-Goiás                                   |
| Mikroregion:                     | Catalão                                     |
| Angrenzende Gemeinden:           | Ipameri, Goiandira, Cumari, Corumbaíba      |
| Distanz zu Goiânia:              | 267 km                                      |
| Geografische Lage:               | 18° 4′ S, 48° 15′ W                         |
| Zeitzone:                        | UTC-3 Sommer: UTC-2                         |
| Fläche:                          | 302,66 km²                                  |
| Einwohner:                       | 2.069                                       |
| Bevölkerungsdichte:              | 6,8 Einwohner / km²                         |
| Höhe:                            | 719 m                                       |
| Postleitzahl (CEP):              | 75750-000                                   |
| Telefonvorwahl:                  | +55 64                                      |
| Adresse der Stadtverwaltung:     | Rua Bahia, 60 Setor Centro                  |
| Offizielle Webseite:             | novaaurora.go.gov.br                        |
| Jahrestag:                       | 13. November                                |
| Gemeindegründung:                | 1953                                        |
| Politik                          |                                             |
| Bürgermeister:                   | Jeronimo Carneiro Sobrinho, (PT), 2009–2012 |
| Vize-Bürgermeister:              |                                             |

Nova Aurora (deutsch: Neues Nord-/Polarlicht) ist eine politische brasilianische Gemeinde im Südosten des Bundesstaates Goías in der Mikroregion Catalão.

## Geographische Lage
Nova Aurora grenzt
- im Norden an Ipameri
- im Osten an Goiandira
- im Süden an Cumari
- im Westen an Corumbaíba